# Шапел Виконтес
Шапел Виконтес (фр. Chapelle-Vicomtesse) насеље је и општина у централној Француској у региону Центар (регион), у департману Лоар и Шер која припада префектури Вандом.
По подацима из 2011. године у општини је живело 184 становника, а густина насељености је износила 12,24 становника/km². Општина се простире на површини од 15,03 km². Налази се на средњој надморској висини од 188 метара (максималној 243 m, а минималној 155 m).

## Демографија
| 1962. | 1968. | 1975. | 1982. | 1990. | 1999. | 2011. |
| ----- | ----- | ----- | ----- | ----- | ----- | ----- |
| 324   | 330   | 241   | 187   | 174   | 165   | 184   |

График промене броја становника у току последњих година